# История танков
История танков началась в 1916 году, когда они были впервые применены в бою в ходе Первой мировой войны. Возможности танков были быстро оценены воюющими сторонами, и с тех пор активно развивались как конструкция танков, так и тактика их применения, взгляды на которые многократно менялись. Со времён окончания Первой мировой войны танки постепенно получили распространение практически во всех государствах, содержащих сколько-нибудь значительные вооружённые силы и, начиная с середины XX века, применялись в подавляющем большинстве вооружённых конфликтов. В настоящее время, танковые войска являются основной ударной силой сухопутных войск практически всех крупных армий.

## Предыстория
В Средние века в полевом бою широко применялись вагенбурги, каррочио, таборы и гуляй-город, а при штурме городов и замков — осадные башни, известные ещё с античности. В Китае и Корее в полевом бою ещё с античности в аналогичных целях использовали боевые колесницы покрытые «бронёй» из щитов, и оснащённые станковыми арбалетами. Аналогично, на закате Римской Империи использовались колесницы со скорпионами и баллистами.
И если таборы гуситов были вооружены сами пушками и вели эффективный артиллерийский огонь, то позднее, развитие артиллерии сделало применение таборов и их аналогов — бессмысленным. Так как полевая артиллерия, в отличие от монструозных осадных бомбард просто по таборам не попадавшим, легко уничтожала эти малоподвижные деревянные «танки». И только в Америке на «диком западе», продолжала применяться подобная тактика, и только потому что индейцы не имели артиллерии.

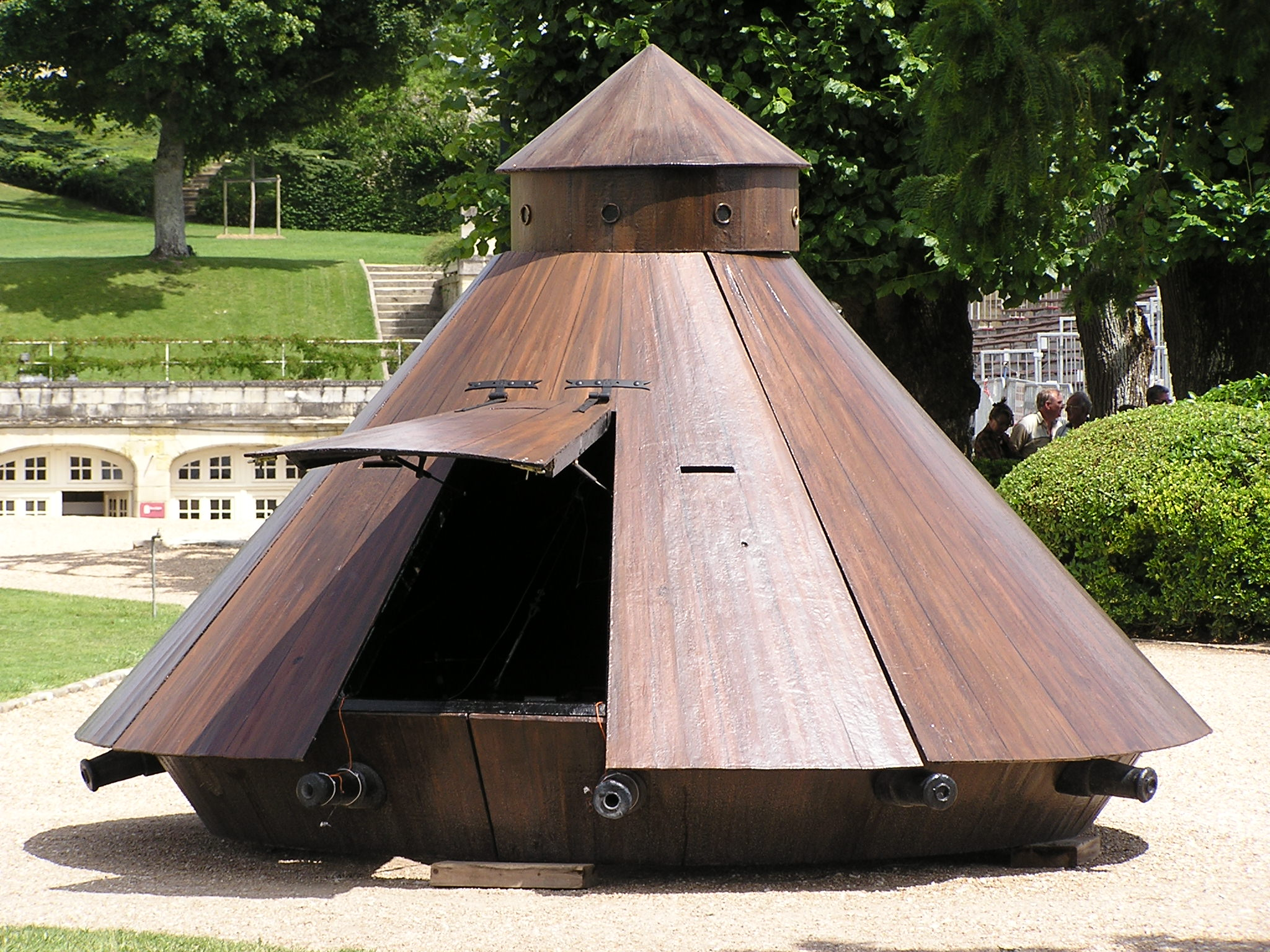
Реконструкция танка Леонардо да Винчи. Замок Амбуаз (Франция)

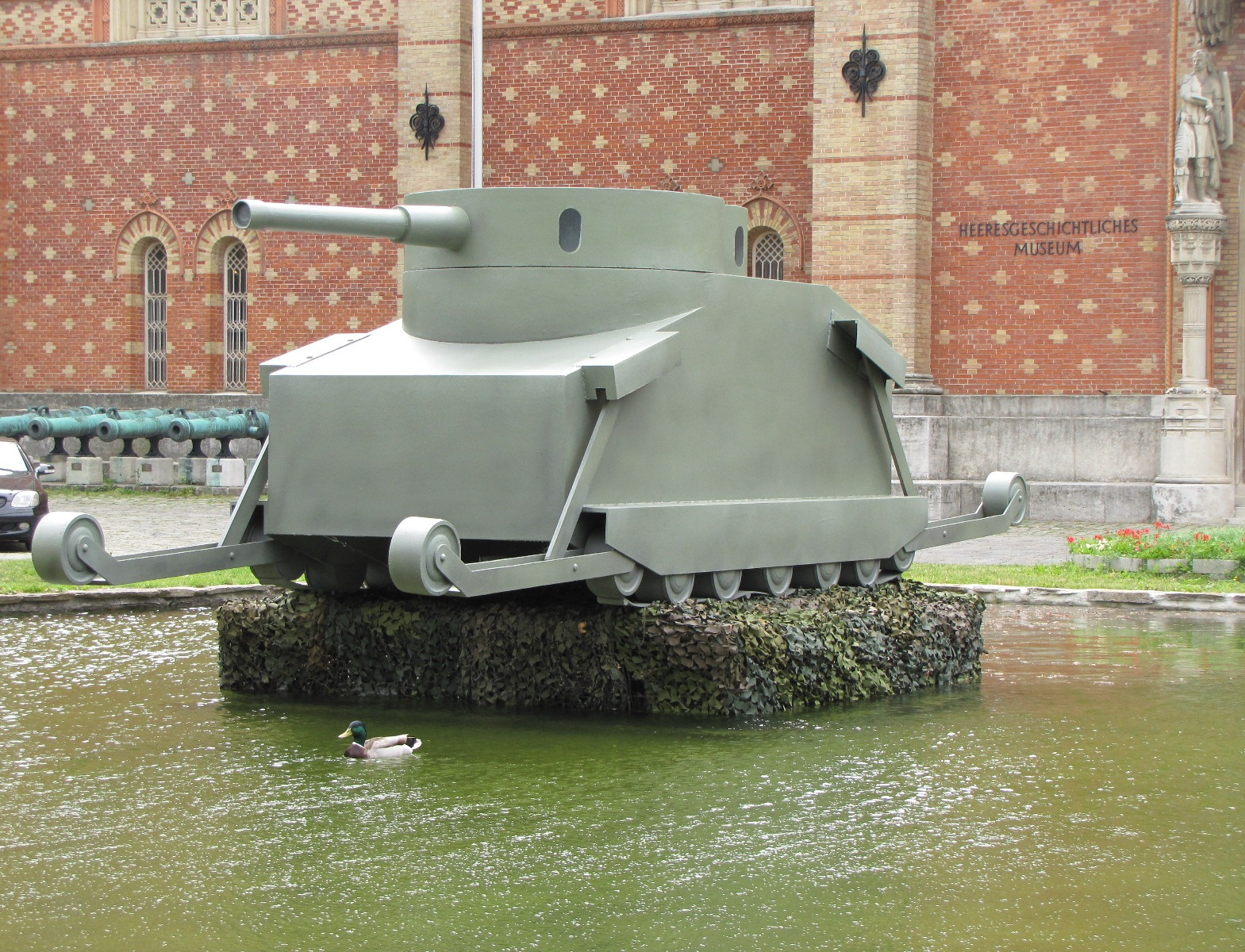
Модель Motorgeschütz, танка Гюнтера Бурстина, в Австрийском военно-историческом музее в Вене

Считается, что первый танк придумал Леонардо да Винчи, но он не получил широкого употребления и вскоре был забыт. Это был деревянный «ящик» на колесах с бойницами для стрельбы.
Русским военным теоретиком и практиком Д. А. Милютиным было предсказано использование и появление в вооружённых силах России и мира автомобиля, броневого автомобиля, танков и самоходных артустановок.

Есть ли что-либо невозможное, например, в том, что автомобили не только вполне заменят повозки в обозах, но проберутся даже в полевую артиллерию; вместо полевых орудий с конскою упряжью войдут в состязание на поле сражения подвижные бронированные батареи, и битва сухопутная уподобится битве морской.— Д. Милютин
В 1911 году Гюнтер Бурстин предложил Motorgeschütz. Танк построен не был, но в 1941 году Бурстин получил от Гитлера звание "почётного арийца".
В 1914 году, уже в разгар боев Первой мировой войны, в главное военно-техническое управление Российской империи поступило сразу два проекта гусеничных бронированных машин. Первый — «Вездеход» русского изобретателя Александра Александровича Пороховщикова. Второй — «Царь-танк».

## Первая мировая война
К началу Первой мировой войны, самоходные бронированные военные машины уже не являлись новинкой. Появившись в начале 1900-х годов, бронеавтомобили уже успели получить распространение, хотя и ограниченное, в армиях Великобритании, Франции и Германии. Но бронеавтомобили того времени, строившиеся на базе коммерческих автомобилей, обладали крайне низкой проходимостью и были практически не способны к передвижению вне дорог. В условиях изрытого окопами и артиллерийским огнём «лунного ландшафта» фронтовой полосы позиционной войны, к которой перешёл Западный фронт вскоре после начала войны, бронеавтомобилям редко выпадала возможность вступить в бой, что определило их сугубо второстепенную роль на том фронте.

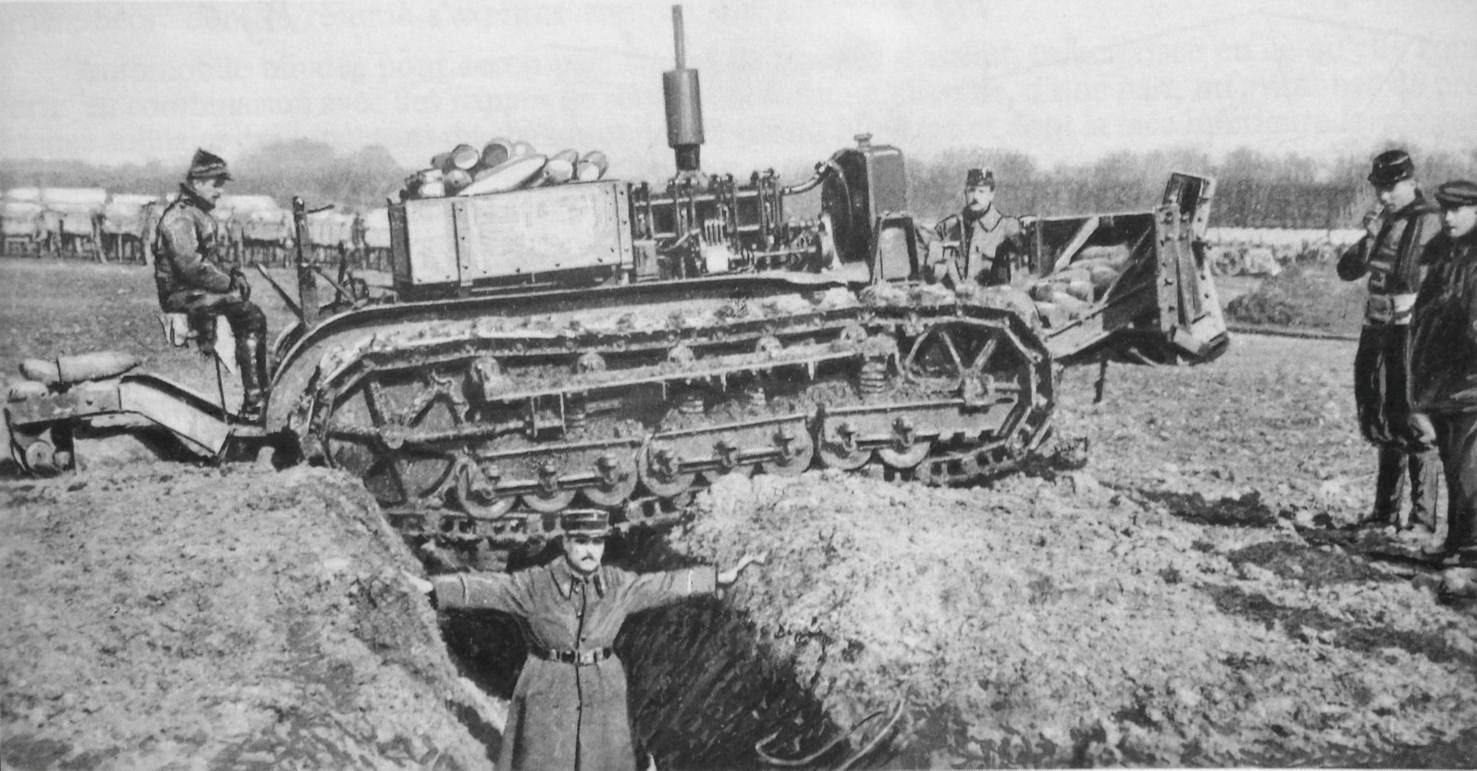
Заключительный тест гусеницы, 21 февраля 1916, перед массовым заказом французского танка Шнейдер СА1 25-го.

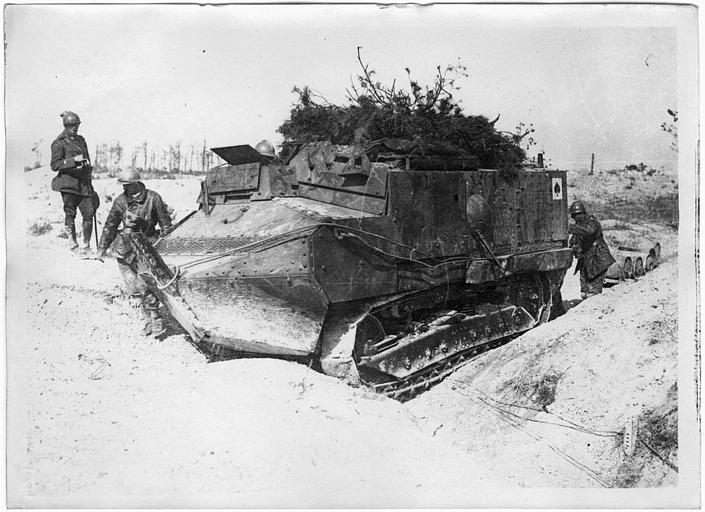
французский танк Шнейдер СА1 на фронте

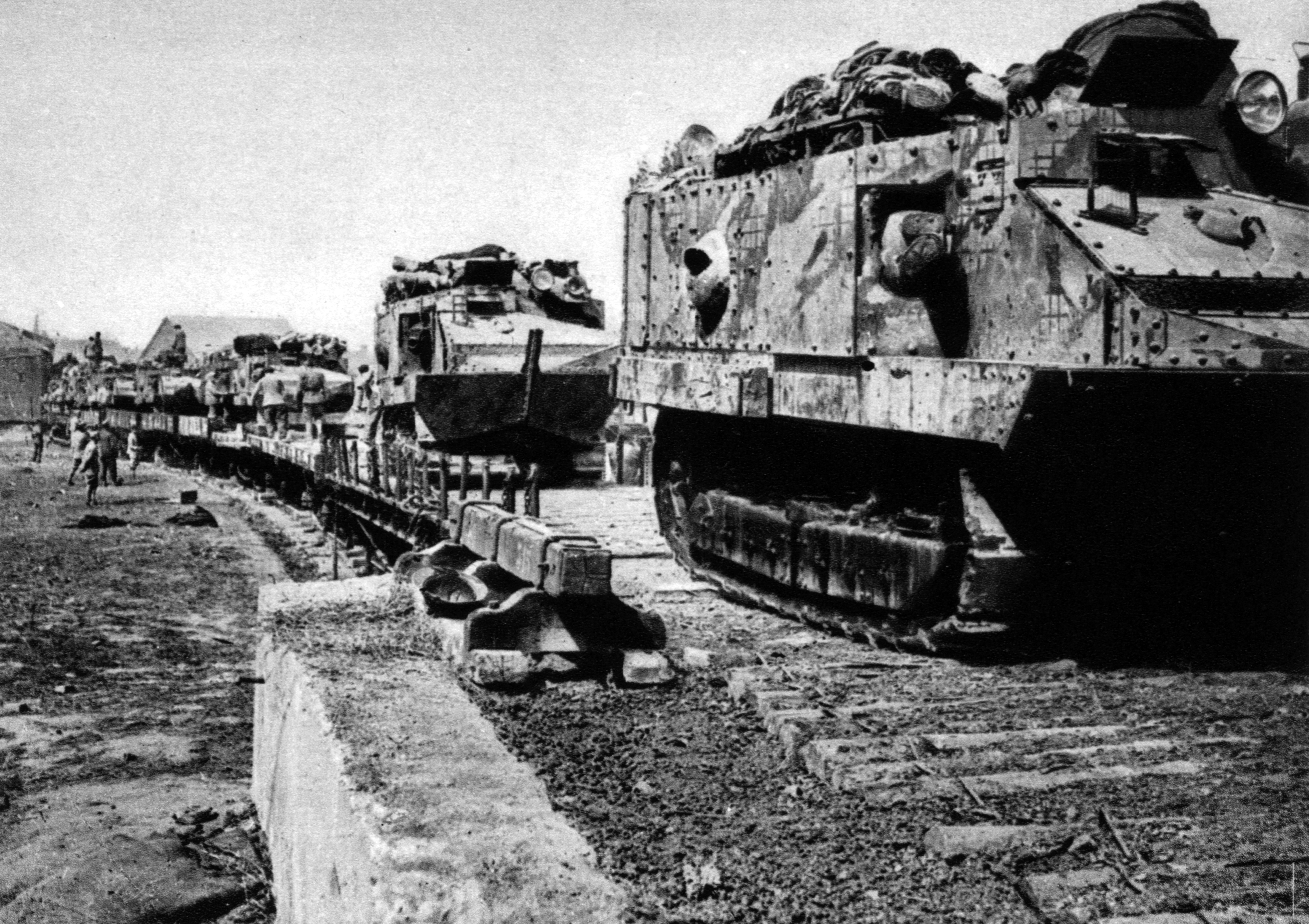
танки Шнейдер СА1 на фронте 1917 год

Вместе с тем, первый год войны отчётливо продемонстрировал кризис традиционных тактик наступления в условиях позиционной войны. Даже длительная артиллерийская подготовка оказывалась не в состоянии причинить противнику тяжёлые потери и подавить его огневые точки, а тем более — выбить его с занимаемых позиций, и пехоте приходилось вести наступление на вражеские укреплённые позиции, неся огромные потери, прежде всего от пулемётного огня. Успехи же, достигаемые таким образом были невелики и к 1915 году стало очевидно, что достигнуть стратегического прорыва прежними средствами в сложившихся условиях невозможно.
Проекты боевых машин на гусеничном ходу выдвигались ещё до начала войны в различных странах, но пионером в создании танков стала Великобритания. Ещё с 1914 года многими британскими инженерами и военными выдвигались различные проекты боевых машин, в частности, использовавших тракторное шасси, однако они встречали значительное сопротивление со стороны военного министерства. Преодолеть его удалось лишь к 1915 году, когда под руководством Э. Суинтона были созданы и испытаны невооружённые прототипы бронированных боевых машин на тракторном шасси. Хотя испытания прошли успешно, военные требовали от будущей машины высокой проходимости, в частности способности преодолевать широкие рвы и значительные вертикальные препятствия, которую тракторное шасси не обеспечивало. Для решения этой проблемы, гусеничную ленту пустили вокруг корпуса, что увеличивало как длину опорной поверхности, так и высоту зацепления.
Первый прототип новой боевой машины был закончен в январе 1916 года и по результатам проведённых в феврале того же года испытаний, получил высокие оценки ряда военных, в том числе командующего британскими экспедиционными силами во Франции. Уже вскоре, военным министерством был размещён заказ на производство первой партии из 100 танков. Для сохранения секретности, новые машины производились и транспортировались под видом «резервуаров для воды» (англ. tank) и впоследствии это название стало общепринятым, распространившись во многие языки. В соответствии с британской системой обозначения вооружений, машины получили обозначение «Танк, Модель 1» (англ. Tank, Mark I или Mk.I).

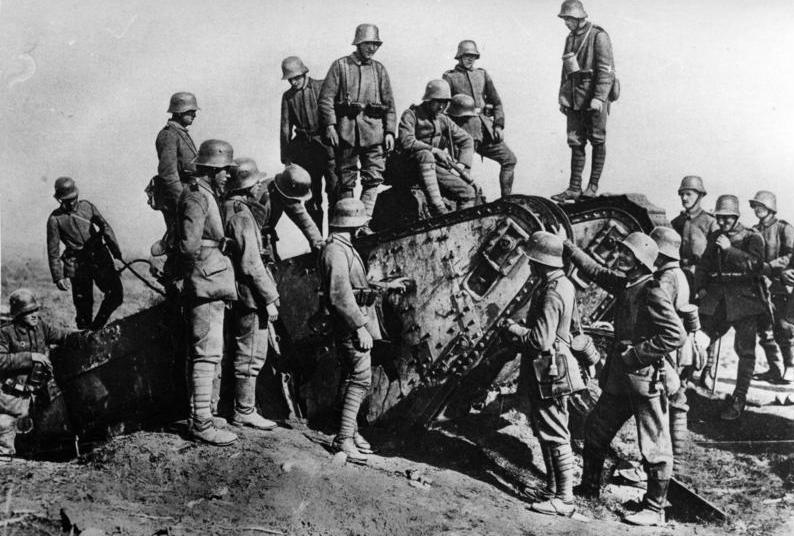
немецкие солдаты рассматривают подбитый английский танк 1916 год

Первый танк представлял собой 28-тонную гусеничную машину с противопульным бронированием толщиной от 5 до 12 мм, производившуюся в двух вариантах, различавшихся вооружением — пулемётным или пушечным, обозначавшихся, соответственно, как «Самка» (англ. Female) и «Самец» (англ. Male). Карбюраторный двигатель мощностью 105 л.с, взятый от гражданского трактора, обеспечивал танку максимальную скорость всего в 6,4 км/ч. Конструкция первых танков отличалась крайним несовершенством. Условия работы экипажа внутри танка находились на пределе возможностей человеческого организма, часты были несчастные случаи, порой со смертельными исходами. Конструкция танков также отличалась очень низкой надёжностью, а проходимость, несмотря на внимание, уделённое ей при проектировании танка, оказалась невелика из-за низкой тяговооружённости машины и просчётов проектировщиков.
Но несмотря на всё это, будучи впервые применены 15 сентября 1916 года в ходе битвы на Сомме, танки, хоть и в полной мере проявив в том эпизоде свои недостатки, сумели добиться значительных, по сравнению с наступлением традиционными методами, успехов. Будучи практически неуязвимы для стрелкового оружия, танки оказывали очень сильное психологическое воздействие на германскую пехоту. Для применения танков в битве на Сомме была создана Тяжёлая секция Пулемётного корпуса, в 1917 г. переименованная в Танковый корпус.

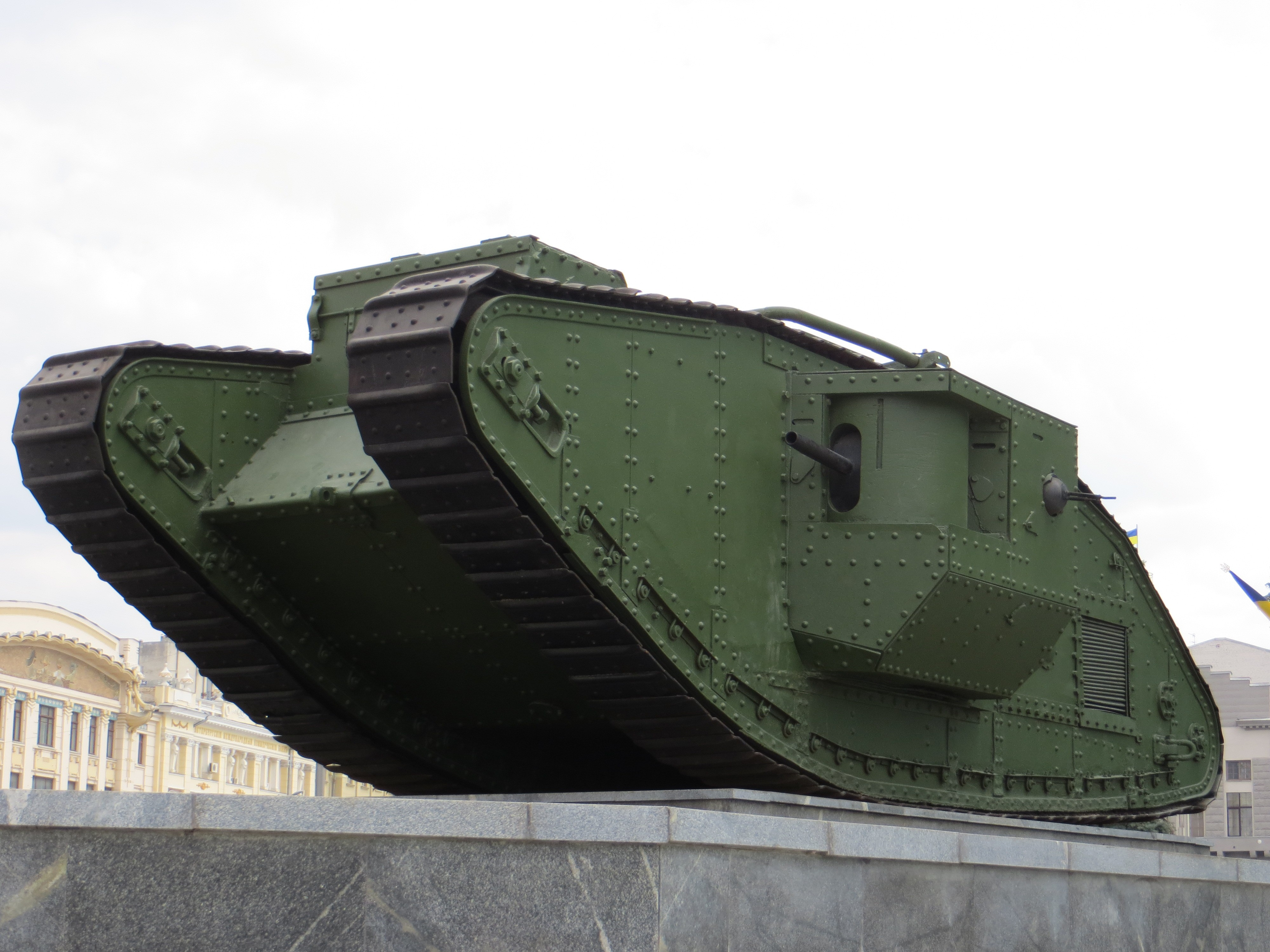
Mk.V

По итогам первых боёв конструкция танка была доработана с учётом выявленных недостатков, и в производство были запущены усовершенствованные его модификации — вначале мало серийные Mk.II и Mk.III, затем — существенно более совершенные Mk.IV, выпущенные в количестве 1015 единиц. В войска Mk.IV поступили в мае 1917, а в бой им довелось впервые вступить в июне того же года. Несмотря на внесённые усовершенствования, конструкция танков по-прежнему имела массу недостатков, усугублявшихся просчётами командования и малым опытом в применении нового вида вооружений, и применение их отнюдь не всегда было успешным. В декабре 1917 года началось производство очередной модели танка — Mk.V, вновь значительно переработанной по сравнению со своими предшественниками, особенно в области моторно-трансмиссионной установки. Всего до конца войны было изготовлено 1057 таких танков в нескольких вариантах.
По мере совершенствования конструкции танков и роста опыта их боевого применения, а также по мере возрастания их количества в войсках, танки начали использоваться всё более успешно. Несмотря на то, что неудачи танков весной — летом 1917 года несколько подорвали авторитет нового вида вооружений в глазах британского командования, очень успешное применение танков в битве при Камбре в ноябре 1917 года, где танки были впервые применены в значительных массах — более 400 единиц, в ходе тщательно подготовленного и организованного наступления, даже несмотря на общую неудачу операции, убедило командование в полезности танков. В 1918 году танки применялись во множестве операций и зачастую достигали значительных успехов. Продолжалось и совершенствование конструкции танков, появились так и не пошедшие в серийное производство модификации Mk.VI и Mk.VII. Последними моделями в линейке британских тяжёлых танков стали разработанный в сотрудничестве с США Mk.VIII, произведённый в количестве 107 единиц и выпущенный в количестве 36 экземпляров Mk.IX, созданный для роли танка снабжения или бронетранспортёра, но ни один из них не успел попасть в войска до конца войны.
В течение Первой мировой войны танкостроение достигло следующих размеров, было произведено танков, в период с 1914 года по 1919 год, на:
- английских заводах — 2 560 единиц;
- французских заводах — 4 330 единиц;
- германских заводах — до 30 единиц[1].

А в предвидении кампании 1919 года англичане дали своим заводам заказ на 3 000 танков, французы — 3 000 танков, немцы — 1 000 танков и США (включая заказ французов и англичан) — 23 400 танков.
За годы Первой мировой войны были выработаны следующие тактические принципы:
1. Тяжелый танк должен прокладывать путь пехоте; дело легкого танка - сражаться в тесном контакте с пехотой;
2. Танки должны вводиться в бой только там, где достаточно прочный грунт гарантирует маневроспособность; жидкая грязь – могильщик танкового наступления;
3. Должны быть обеспечены точная постановка задач для танков и планомерное взаимодействие с пехотой, следующей за машинами на расстоянии нескольких сотен метров или же непосредственно в одном строю;
4. Железнодорожная доставка танков, подход последних на исходный рубеж перед атакой и развертывание танковой группировки должны проходить для неприятеля незаметно;
5. Никакой предварительной артподготовки - артиллерийский огонь должен открываться одновременно с атакой пехоты;
6. Обеспечение поддержки продвижения танков от исходного рубежа к первой неприятельской позиции артиллерийским огнем или другими способами;
7. Массовое применение танков требует значительного количества машин в первой волне наступления, а также достаточной глубины боевого порядка и обильных резервов;
8. Обязательна широкая и всесторонняя артиллерийская поддержка танков во время боя;
9. Специальные батареи борются с неприятельскими танками;
10. Обязателен огонь по неприятельским наблюдательным постам - на возможно большем протяжении линии фронта;
11. Танки должны оказывать друг другу взаимную поддержку;
12. Связь сражающихся танков с соседями и с тылом обеспечивается танками связи, беспроволочным телеграфом, сигнальными дисками, почтовыми голубями и пр. средствами;
13. Необходима хорошая наблюдательная система (особенно для командира) - смотровые щели, (запираемые) бронезаслонки, система зеркал, перископы;
14. Обильное снабжение танков боеприпасами, дымовыми и ручными гранатами, ручным огнестрельным оружием, противогазами и т.п.[13]

## Межвоенный период
Начальная стадия межвоенного периода проходит на фоне социо-культурного и экономического восстановления мирового сообщества после потрясений Первой мировой войны. В странах, одержавших победу в войне, в этот период наблюдается бурный экономический и культурный рост (так называемые Ревущие двадцатые). В то же время, государства, потерпевшие в войне поражение или разрушенные внутренними конфликтами, находятся в лучшем случае в состоянии глубокой стагнации (характерный пример — экономический кризис и гиперинфляция в Германии в 1921—1923 годах), в худшем — борются за существование (Гражданская война в России). Постепенно, однако, и в них ситуация стабилизируется — в РСФСР наступает период НЭПа, германская Веймарская республика переживает «Золотые двадцатые» и т. п. Кроме того, в результате Первой мировой войны и связанных с ней социально-политических конфликтов в Европе возникает большое количество независимых государств, ранее входивших в состав развалившихся империй. В центральной Европе возникают Чехословакия, Венгрия, Югославия; кроме того, относительной независимости от Великобритании добивается Ирландия. На карте восточной Европы появляются Польша, Финляндия, Эстония, Латвия и Литва. Некоторое время в качестве независимых советских республик существуют Россия, Белоруссия, Украина и государства Закавказья, которые с 1922 года постепенно снова начинают объединяться, теперь уже в составе СССР.
Данный этап межвоенного периода характеризуется культурным расцветом — в 1920-х активно творят художники Пабло Пикассо, Диего Ривера, Хаим Сутин и другие, писатель и художник Жан Кокто, писатели Эрнест Хемингуэй, Эрих Мария Ремарк, Фрэнсис Скотт Фицджеральд, Дейвид Герберт Лоренс, Михаил Булгаков, Иван Бунин и другие. В западном архитектурном и декоративно-прикладном искусстве зарождается стиль ар-деко, в СССР же 1920-е — эпоха конструктивизма.
Социокультурный и экономический фон резко ухудшается к концу 1920-х годов — в США, а затем и в других странах мира начинается глобальный экономический кризис, получивший общее наименование Великая депрессия. В этот же период в ряде стран к власти приходят тоталитарные идеологизированные режимы — такие, как нацисты в Германии и фашисты в Италии. Кроме того, некоторые установившиеся ранее режимы становятся авторитарными или радикализируются — Япония встаёт на путь милитаризации и т. д. В это же время СССР входит в эпоху сталинизма.
На волне мрачных впечатлений от Первой мировой войны — самого масштабного на тот момент военного конфликта в мировой истории, — была создана Лига Наций — международная организация, ставившая своей целью сохранение мира и предотвращение военных конфликтов, а также стимулирование экономического роста между странами-членами Лиги. Однако деятельность её с самого начала не развивала предполагавшейся эффективности — в частности, в неё так и не вступили США и долго (до 1934 года) не вступал СССР, а правительства ряда стран-членов, таких, как Германия, Италия и Япония, к 1930-м годам уже открыто демонстрировали свою воинственность. Ситуацию усугубил ряд локальных кризисных ситуаций, таких, как Конфликт на Китайско-Восточной железной дороге (1929), Японская интервенция в Маньчжурию (1931), начало Чакской войны (1932), Вторжение Италии в Абиссинию (1935). Лига Наций не смогла их предотвратить, да и меры по их прекращению были явно недостаточными — к примеру, в последнем случае действия в отношении агрессора-Италии ограничились рядом несущественных экономических санкций, которые только подтолкнули Муссолини к союзу с Гитлером.
Всё это проходило на фоне растущей милитаризации гитлеровской Германии, которая с 1935 года уже откровенно не соблюдала Версальский договор и активно наращивала военную мощь. Это выражалось, в частности, в Аншлюсе 1938 года, присоединении к Третьему Рейху Судетской области в том же 1938-м, и, наконец, расчленение Чехословакии (1939), что одновременно демонстрировало слабость Лиги Наций и политическую пассивность её стран-учредителей. Параллельно СССР совместно с Монголией отражает агрессию Японской империи на Халхин-Голе (1939).
Поздние 1930-е годы ознаменовались также таким знаковым внутриевропейским конфликтом, как Гражданская война в Испании (1936—1939 годы). Наконец, 1 сентября 1939 года немецкое вторжение в Польшу положило начало Второй мировой войне.

## Вторая мировая война
Во Второй мировой войне танки показали себя отлично, проявив свои сильные стороны: быстроходность, меткость, расчленение обороны.

### Советский Союз

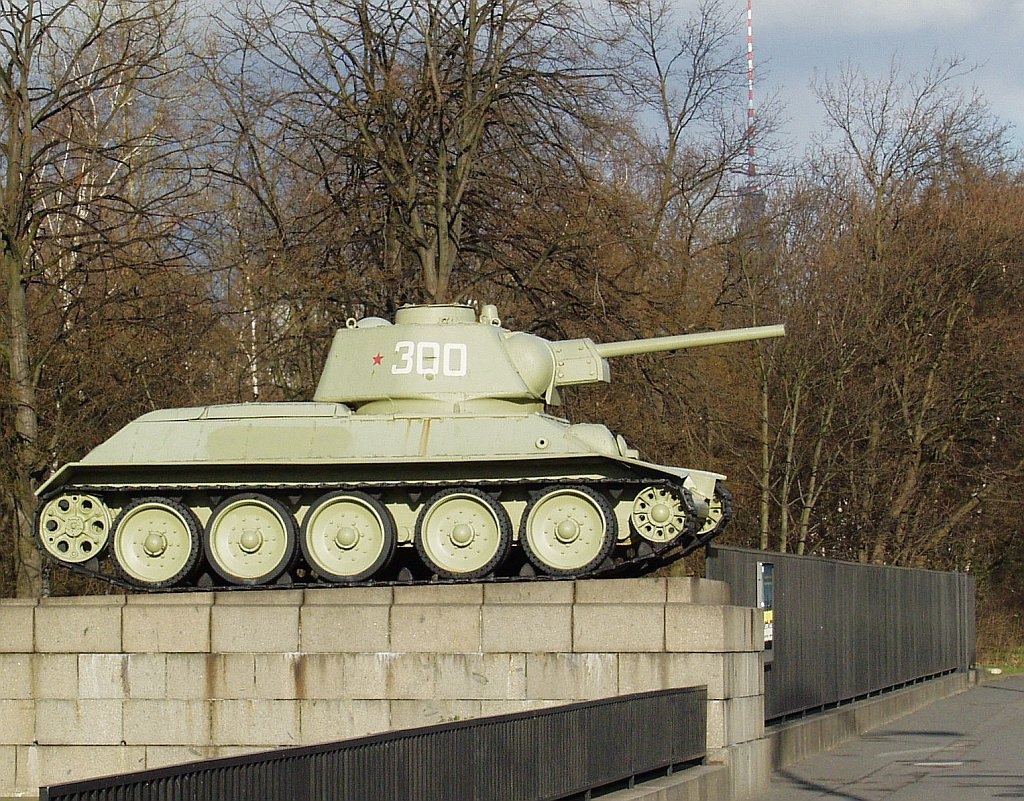
Т-34
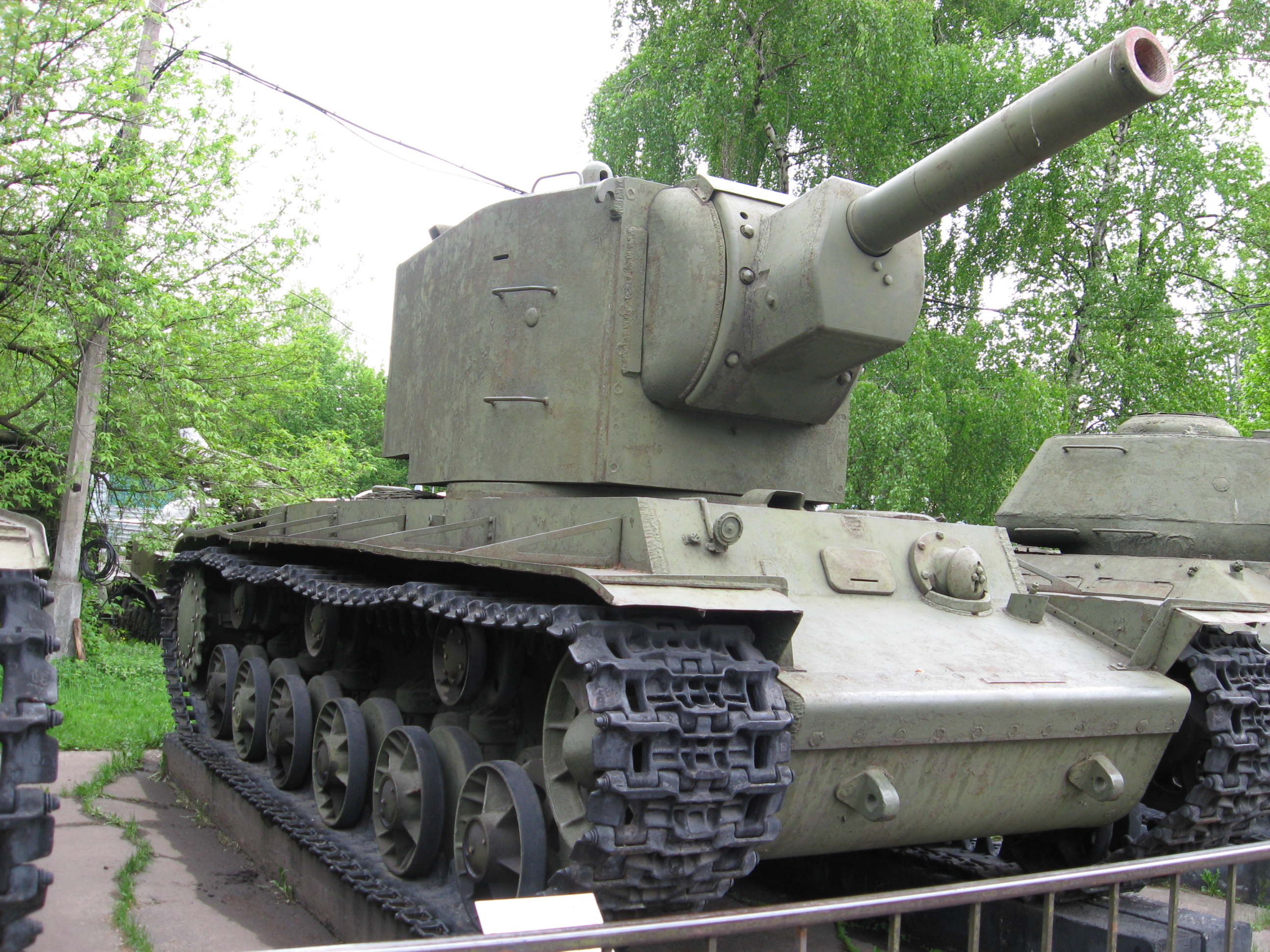
КВ-2 тяжелый танк

### Германия
Немецкое командование при тактике блицкрига в Польской компании в сентябре 1939 года использовало быстроходные танки для вклинивания в слабую польскую оборону и её расчленение на несколько окруженных групп, которые добивали пехота и артиллерия. В результате польские войска на западной и юго-западной границе были уничтожены в течение первых трех дней войны. В Скандинавии из-за сложного рельефа танковые соединения не были использованы в таком количестве, но именно в Норвегии была создана тактика «танкового десанта».
В весенне-летней кампании 1940 года проявил себя танковый полководец Гудериан. Он осознал все преимущества и недостатки танковых соединений.

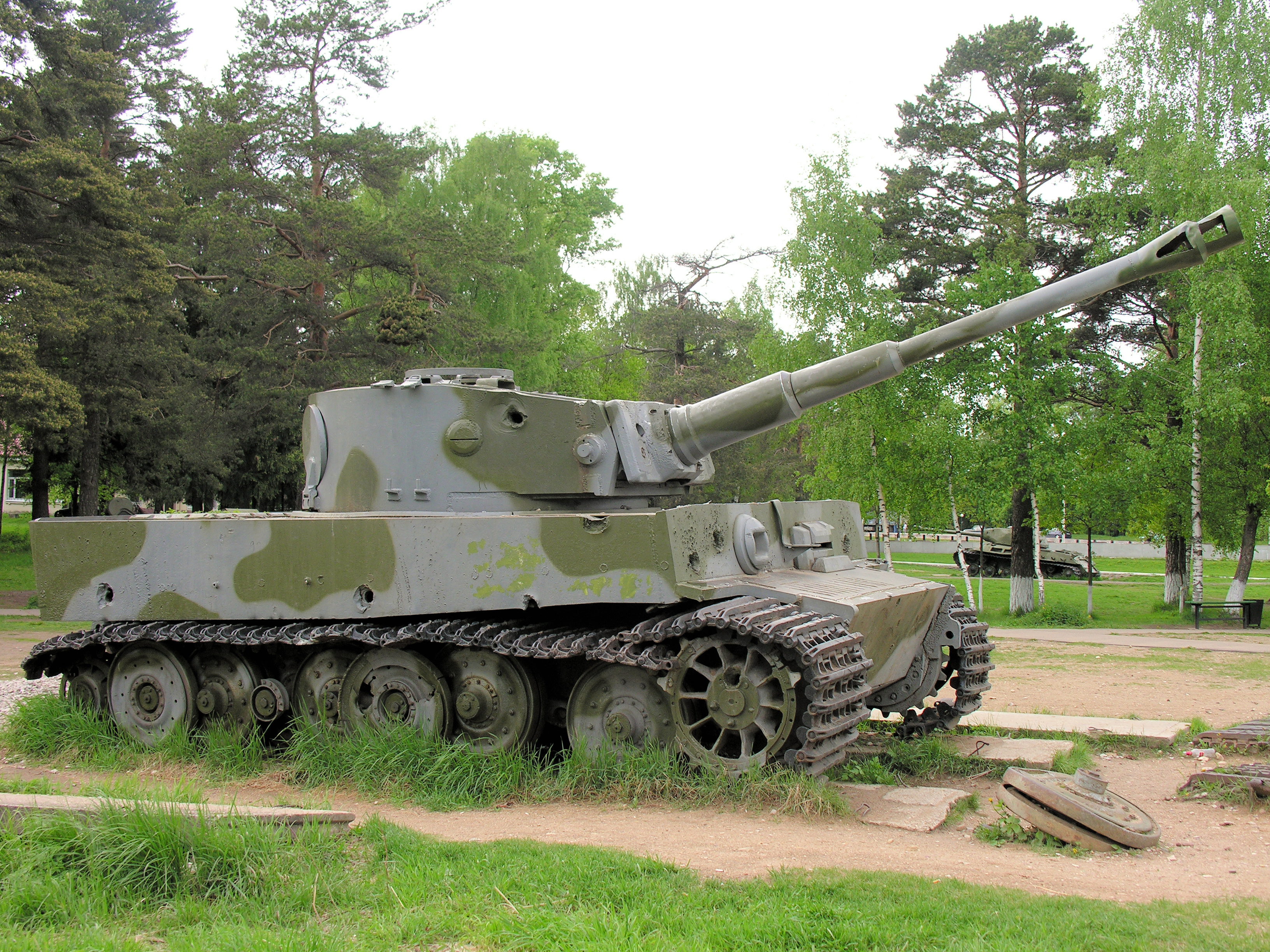
Pz.VI Ausf. H"Тигр"
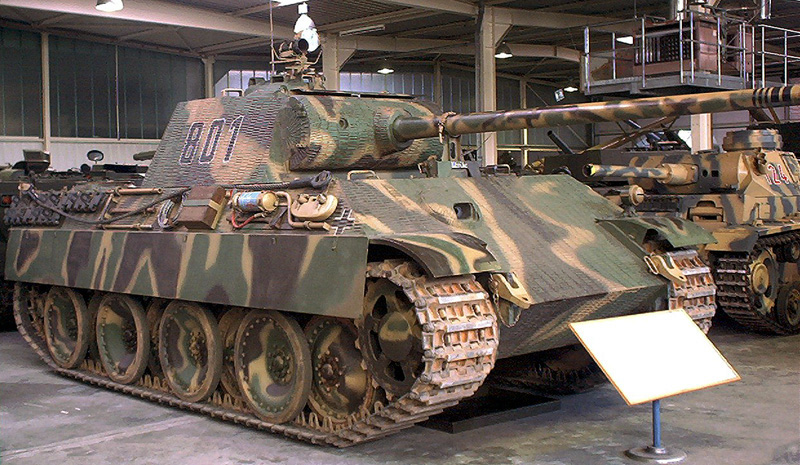
Pz.V "Пантера"

## Страницы в категории «Танки Великобритании»
Показано 29 страниц из 29, находящихся в данной категории. Список ниже может не отражать последних изменений.

### В
- Виккерс (танк)

### К
- Культиватор № 6

### Л
- Легкий танк Виккерс

### С
- Скорпион (танк)
- Сэйбер (танк)

### Ц
- Центурион (танк)

### Ч
- Чариотир
- Челленджер 1
- Челленджер 2
- Чифтен

### C
- Carden-Loyd Mk VI
- COMRES 75
- Conqueror

### F
- FV107 Scimitar
- FV301
- FV4005
- FV4202

### L
- L1E3

### M
- MBT-80
- MBT-95
- Medium Tank Mk D
- Mk II (лёгкий танк)
- Mk.III (лёгкий танк)
- Mk.V (лёгкий танк)

### V
- VFM5
- Vickers Medium D
- Vickers Medium Mark I
- Vickers Medium Mark II
- Vickers Medium Mark III

MkII «Матильда» Марк

### США

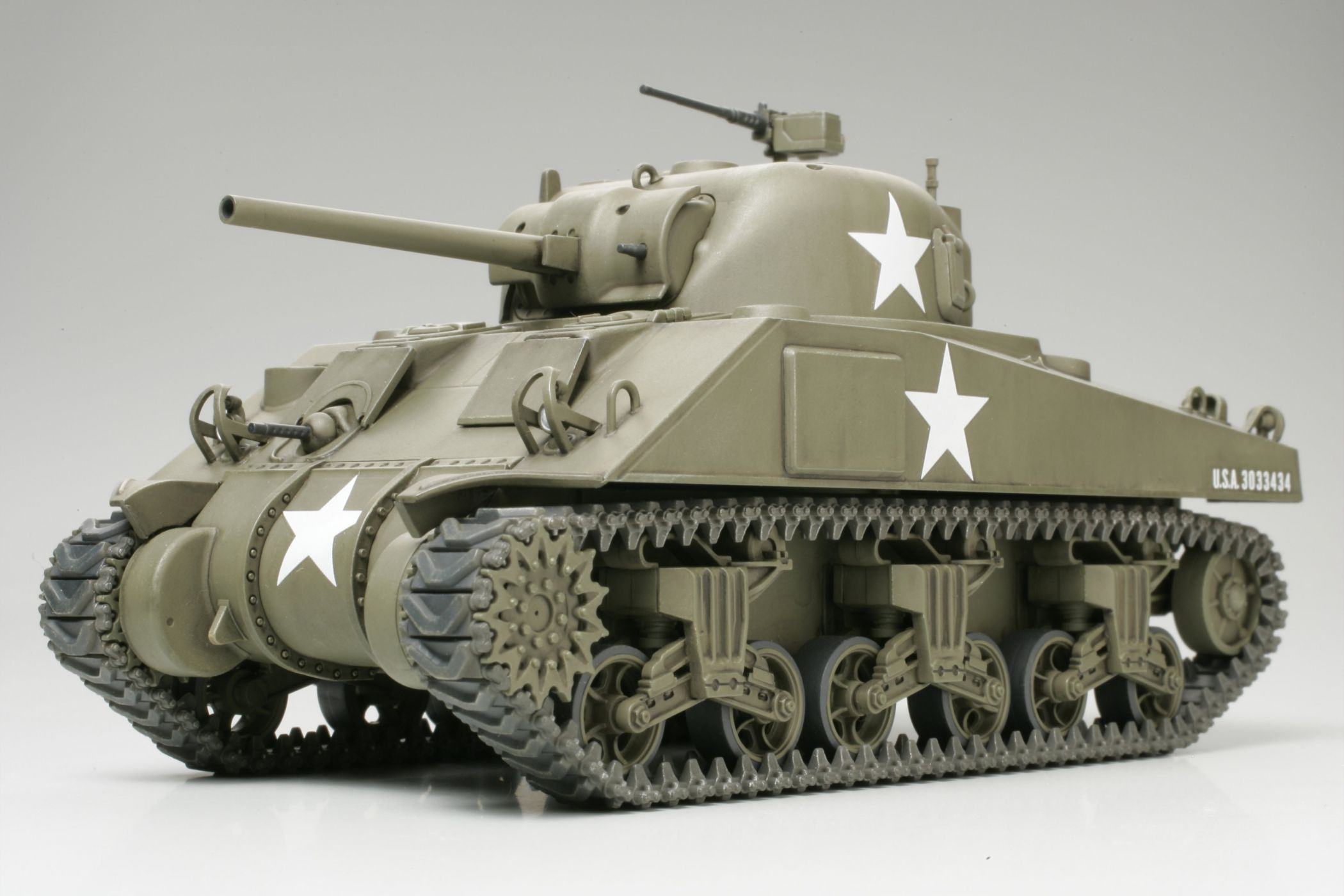
Танк M4А2 Sherman

В начале войны США придерживалась нейтралитета и в открытую конфронтацию не вступала, но после нападения Японии на Пёрл-Харбор в конце 1941 года страна вступает в войну на стороне СССР и Великобритании и начинает поставку оружия и другой помощи союзникам по Антигитлеровской коалиции по программе Ленд-лиза. 

ПТ-САУ M18 Hellcat

M18 Hellcat — самоходная артиллерийская установка (согласно официальной американской классификации — «истребитель танков») США времён Второй мировой войны класса противотанковых САУ, с уменьшенной броневой защитой, но высокой подвижностью.